# 温泉津タクシー
温泉津タクシー（ゆのつタクシー）は、島根県大田市に本社がある、タクシー事業者である。

## 概要
- 大田市を営業区域としている。

## 事業内容
- タクシー
- 大田市生活バス（大田市温泉津町で運行）の運行受託

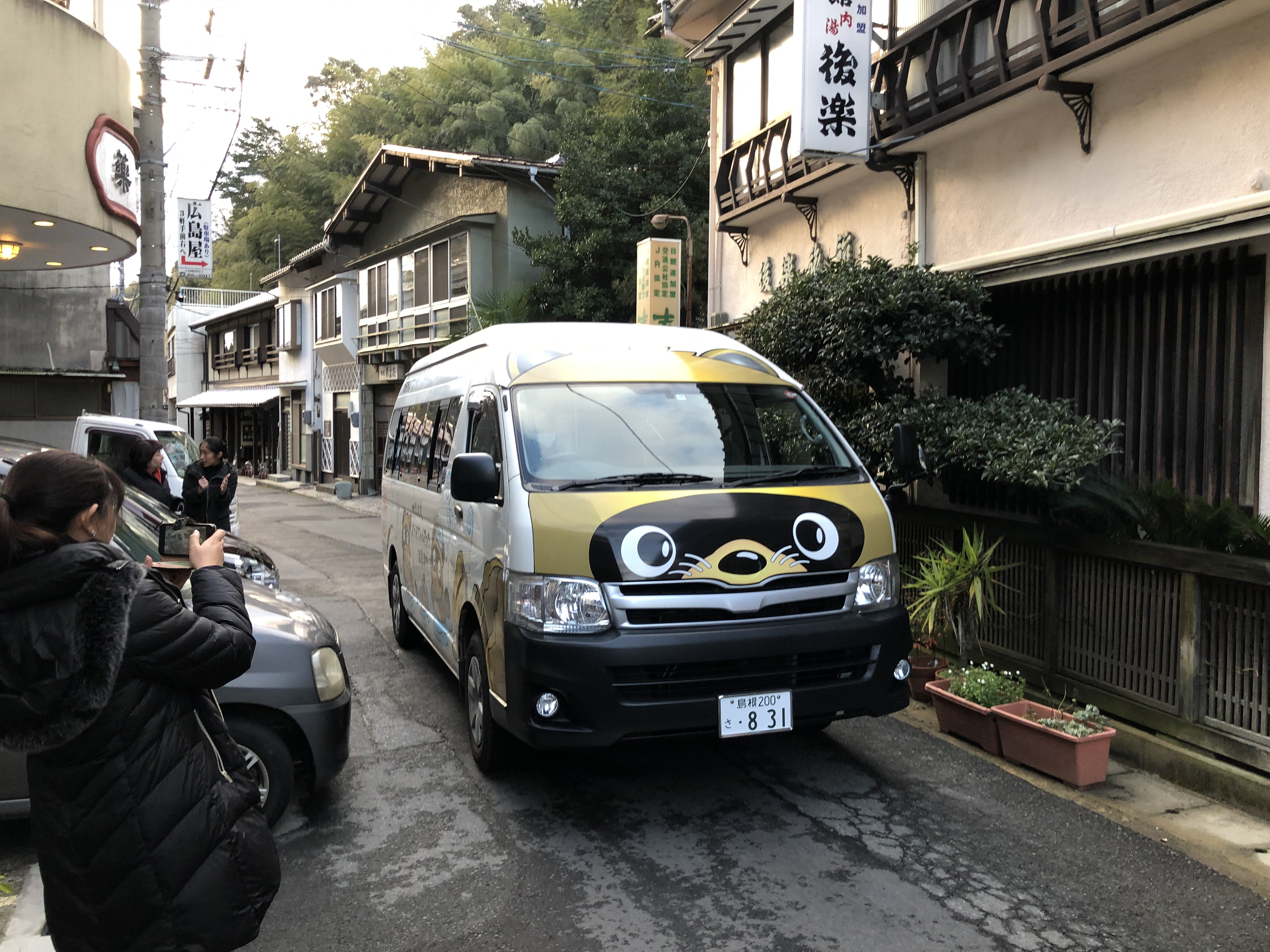
湯野津線(2020年2月)

## 営業所
- 本社
  - 島根県大田市温泉津町温泉津ロ19番地1